# Bernstorff slott
Bernstorff är ett slott, ungefär 8 kilometer norr om Köpenhamn.

## Bakgrund
Slottet uppfördes 1762-64 för Johan Hartvig Ernst Bernstorff av den franske arkitekten Nicolas-Henri Jardin. Slottet som 1848 inköptes av staten, användes under många år som sommarresidens av Kristian IX av Danmark och beboddes senare av hans son, prins Waldemar av Danmark och hans hustru, prinsessan Marie av Orléans.